# Haveazalea
Haveazalea (Pentanthera) er en underslægt, som består af mange arter af løvfældende buske, som ofte er hårdføre. De bliver sjældent mere end 2,5 m høje. Her omtales kun de arter, som dyrkes i Danmark.
| Arter |

- Guld-azalea (Rhododendron luteum)
- Korea-Azalea (Rhododendron schlippenbachii)
- Rhododendron albrechtii
- Rhododendron atlanticum
- Rhododendron calendulaceum
- Rhododendron canadense
- Rhododendron japonicum
- Rhododendron occidentale
- Rhododendron vaseyi
- Sump-Azalea (Rhododendron viscosum)